# ایستگاه تامیکه-سانو
ایستگاه تامیکه-سانو (به لاتین: Tameike-sannō Station) یک ایستگاه قطار و ایستگاه مترو در ژاپن است که در ناگاتاچو واقع شده‌است.